# HMS Campbell
De HMS Campbell (D 60) was een Britse torpedobootjager.
Dit is het tweede schip van de Royal Navy met deze naam. De eerste Campbell was van 1796. De HMS Campbell werd ingedeeld bij de Atlantische vloot tot 1925. Van 1925 tot 1939 behoorde zij bij de reservevloot en in 1939 werd het schip weer gemobiliseerd. Tot haar taken behoorde het escorteren van troepentransporten, het uitvoeren van patrouilles en het opvangen van radioberichten.
De Campbell was vooral actief in de volgende oorlogsgebieden:
- 1940: Noorwegen
- 1942-1943: Atlantische Oceaan
- 1941-1945: Noordzee
- 1942: Straat van Dover
- 1942: Arctic
- 1944: Normandië

In juni 1944 maakten de HMS Campbell en de HMS Vivacious als escorteteam 113 deel uit van Operatie Neptune. 
Na de oorlog was de Campbell niet meer actief. Ze werd verkocht aan BISCO en vervolgens naar Rosyth gesleept om daar gesloopt te worden door Metal Industries. 

## Commandant
| Van          | Tot          | Rang    | Naam                                                | Bekende acties | Bekende acties |
| ------------ | ------------ | ------- | --------------------------------------------------- | -------------- | --- |
| . . -02-1940 | 08-04-1940   | Capt.   | Frederic Cyril Bradley (1888-1957)                  |                | |
| 08-04-1940   | 24-06-1940   | Lt.Cdr. | Robert Marriott Aubrey (1909-1990)                  | 20-06-1940     | 38 drenkelingen gered van de Empire Conveyor, een koopvaardijschip dat door de Duitse onderzeeboot U-122 tot zinken was gebracht ten Zuiden van de Hebriden. |
| 24-06-1940   | 07-07-1942   | Capt.   | Mark Pizey GBE, CB, DSO (1899-1993)                 | 20-11-1940     | met de HMS Garth de Duitse MTB 538 tot zinken gebracht. |
| 07-07-1942   | 22-08-1942   | Capt.   | Cecil Ramsden Langworthy Parry DSO, CB, (1901-1977) |                | |
| . . -10-1942 | 07-10-1944   | A/Cdr.  | Ernest Colin Coats, DSO, DSC (1902-1971)            | 09-10-1943     | 12 Engelandvaarders opgepikt en naar Harwich gebracht. |
| 07-10-1944   | begin 1945   | Lt.Cdr. | Francis Peter Baker, DSC                            |                | |
| 29-03-1945   | . . -08-1945 | Lt.     | Bertram William Meaden                              | . .-05-1945    | Kroonprins Olaf naar Noorwegen teruggebracht |